# مرکوریال
مرکوریال (به انگلیسی: Mercurial) یک نرم‌افزار کنترل نسخه توزیع‌شده برای توسعه‌دهندگان نرم‌افزار است. این برنامه بر روی سیستم‌عامل‌های مختلفی از جمله مایکروسافت ویندوز و انواع مختلف سیستم‌عامل‌های شبه یونیکس نظیر لینوکس، فری‌بی‌اس‌دی، مک اواس ده و … اجرا می‌شود و یک نرم‌افزار چند سکویی به حساب می‌آید. مرکوریال تحت پروانه نرم‌افزاری جی‌پی‌ال نسخه ۲ (یا بالاتر) منتشر می‌شود و یک نرم‌افزار آزاد به حساب می‌آید. مرکوریال بیشتر با استفاده از زبان برنامه‌نویسی پایتون پیاده‌سازی شده است. اما دربرگیرنده یک برنامه دیف برای مقایسه فایلهای باینری است که این برنامه دیف به زبان سی نوشته شده است. مرکوریال عمدتاً یک ابزار خط فرمانی است، اما واسط‌های گرافیکی مختلفی هم به صورت افزونه برای آن موجود هستند. اهداف اصلی در طراحی مرکوریال عبارتند از کارایی و انعطاف‌پذیری بالا، ساختار غیرمتمرکز، توسعه مشارکتی کاملاً توزیع‌شده، مدیریت کردن قدرتمند فایل‌های متنی و فایل‌های باینری، قابلیت‌های پیشرفته در شاخه‌بندی و ادغام‌سازی، با حفظ کردن سادگی در مفهوم و … است. مرکوریال یک رابط تحت وب یکپارچه دارد. همچنین مرکوریال قدم‌هایی برای ساده کردن مهاجرت کاربران سابورژن برداشته است. خالق و رهبر توسعه‌دهندگان مرکوریال مت ماکال (به انگلیسی: Matt Mackall) است. ماکال اولین بار خبر انتشار مرکوریال را در ۱۹ آوریل ۲۰۰۵ اعلام کرد.